# نبردناو کلاس ناسائو
بتل‌شیپ کلاس نسا (به انگلیسی: Nassau-class battleship) یک کلاس از کشتی است که طول آن ۱۴۶٫۱ متر (۴۷۹ فوت) می‌باشد.